# Willem Minderman
Pour les articles homonymes, voir Minderman.
Willem Minderman, né à Leyde (Pays-Bas) le 13 août 1910 et mort à La Haye le 24 juillet 1985, est un artiste visuel néerlandais qui faisait partie de la Nouvelle École de La Haye (Nieuwe Haagse School (nl)).